# سيستولا
سيستولا (بالإيطالية: Sestola)‏ هي بلدية في مقاطعة مودينا في إقليم إميليا رومانيا الإيطالي.

## السكان
في سنة 1861 بلغ عدد السكان 2٬701 نسمة، وتطور العدد ليصل في سنة 2017 لـ 2٬490 نسمة.
يظهر هذا المخطط البياني تطور النمو السكاني لـ سيستولا